# Трофей Мартена Винантса
Трофей Мартена Винантса (нидерл. Trofee Maarten Wynants) — шоссейная однодневная велогонка, проходящая по территории Бельгии с 2014 года.

## История
Гонка была создана в 2014 году. Она сразу вошла в Женский мировой шоссейный календарь UCI и календарь женского Кубка Бельгии.
В 2020 и 2021 году гонка была отменена из-за пандемии COVID-19, а в 2022 году прошла в рамках национального календаря.
Своё название гонка получила в честь бельгийского велогонщика Мартена Винантса.
Маршрут гонки проходит в коммуне Хаутхален-Хелхтерене провинции Лимбург. Он представляет собой круг длинной 9-10 км который проходят более 10 раз. Старт и финиш находятся Хелхтерене. Общая протяжённость дистанции составляет 120 км.
Также проводится мужская гонка с аналогичным названием, но в формате кермессе.

## Призёры
| Год  | Победитель        | Второй                    | Третий                |         |
| ---- | ----------------- | ------------------------- | --------------------- | ------- |
| 2014 | Майке Полспоел    | Эми Кюр                   | Лисбет Де Вохт        |         |
| 2015 | Натали ван Гог    | Лотте Копеки              | Сара Мустонен         |         |
| 2016 | Лотте Копеки      | Лорен Китчен              | Келли Дрёйтс          |         |
| 2017 | Марианна Вос      | Мария Джулия Конфалоньери | Ева Бурман            |         |
| 2018 | Марта Бастианелли | Моник ван дер Рее         | Лорена Вибес          |         |
| 2019 | Элиза Бальзамо    | Лаура Лаура               | Марьолейн ван'т Гелуф |         |
| 2020 | отменён           | отменён                   | отменён               | отменён |
| 2021 | отменён           | отменён                   | отменён               | отменён |
| 2022 | Скарлетт Союрен   | Дженифер ван дер Ворт     | Рикст Хогланд         |         |
| 2023 | Кьяра Консонни    | Амалия Дидериксен         | Мария Мартинш         |         |
| 2024 | Аннина Ахтосало   | Скарлетт Союрен           | Кьяра Консонни        |         |
| 2025 |                   |                           |                       |         |